# Biejkowska Wola
Biejkowska Wola (prononciation : [bjɛi̯ˈkɔfska ˈvɔla]) est un village polonais de la gmina de Promna dans le powiat de Białobrzegi de la voïvodie de Mazovie dans le centre-est de la Pologne.
Il se situe à environ 4 kilomètres au nord-est de Promna (siège de la gmina), 7 kilomètres au nord-est de Białobrzegi (siège du powiat) et à 61 km au sud de Varsovie (capitale de la Pologne).

## Histoire
De 1975 à 1998, le village appartenait administrativement à la voïvodie de Radom.